# Maciej Bender
Maciej Bender (ur. 28 stycznia 1997 w Warszawie) – polski koszykarz, występujący na pozycjach silnego skrzydłowego lub środkowego, od 2023 zawodnik Tauron GTK Gliwice.
Ze względu na międzyuczelniane przepisy transferowe NCAA był zmuszony opuścić sezon 2018/2019.
Pod koniec lutego 2021 dołączył do WKS Śląska Wrocław. 26 lipca 2023 został zawodnikiem Tauron GTK Gliwice.

## Osiągnięcia
Stan na 1 grudnia 2023, na podstawie, o ile nie zaznaczono inaczej.

### NCAA
- Uczestnik rozgrywek Sweet 16 turnieju NCAA (2017, 2018)
- Wicemistrz:
  - turnieju konferencji Big 12 (2017, 2018)
  - sezonu regularnego Big 12 (2017, 2018)

### Młodzieżowe
Drużynowe
- Mistrz Polski:
  - juniorów (2015)[6].
  - kadetów (2013)
- Wicemistrz Polski:
  - juniorów (2014)
  - młodzików (2011)

Indywidualne
- MVP mistrzostw Polski juniorów (2015)[6]
- Zaliczony do I składu mistrzostw Polski:
  - juniorów (2014)
  - kadetów (2013)
- Uczestnik campu NBA Basketball Without Borders (2015)[1]
- Najlepiej zbierający mistrzostw Polski juniorów (2015)[6]

### Reprezentacja
- Uczestnik mistrzostw Europy:
  - U–18 (2014 – 16. miejsce)
  - U–16 (2013 – 12. miejsce)
  - dywizji B:
    - U–20 (2016 – 6. miejsce)
    - U–18 (2015 – 4. miejsce)